# Psilogramma casuarinae
Psilogramma casuarinae là một loài bướm đêm thuộc họ Sphingidae. Loài này có ở New South Wales, Bắc Úc và Queensland.
Con trưởng thành có cánh nâu, hẹp và dài. Bụng rất xám với đường kẻ đậm. Con đực tạo ra âm thanh vo ve.
Ấu trùng ăn các loài Olea europaea, Ligustrum vulgare, Jasminum polyanthum, Campsis radicans, Tecoma stans, Lonicera japonica, Cotoneaster species, Antirrhinum majus và Clerodendrum paniculatum. 

## Hình ảnh

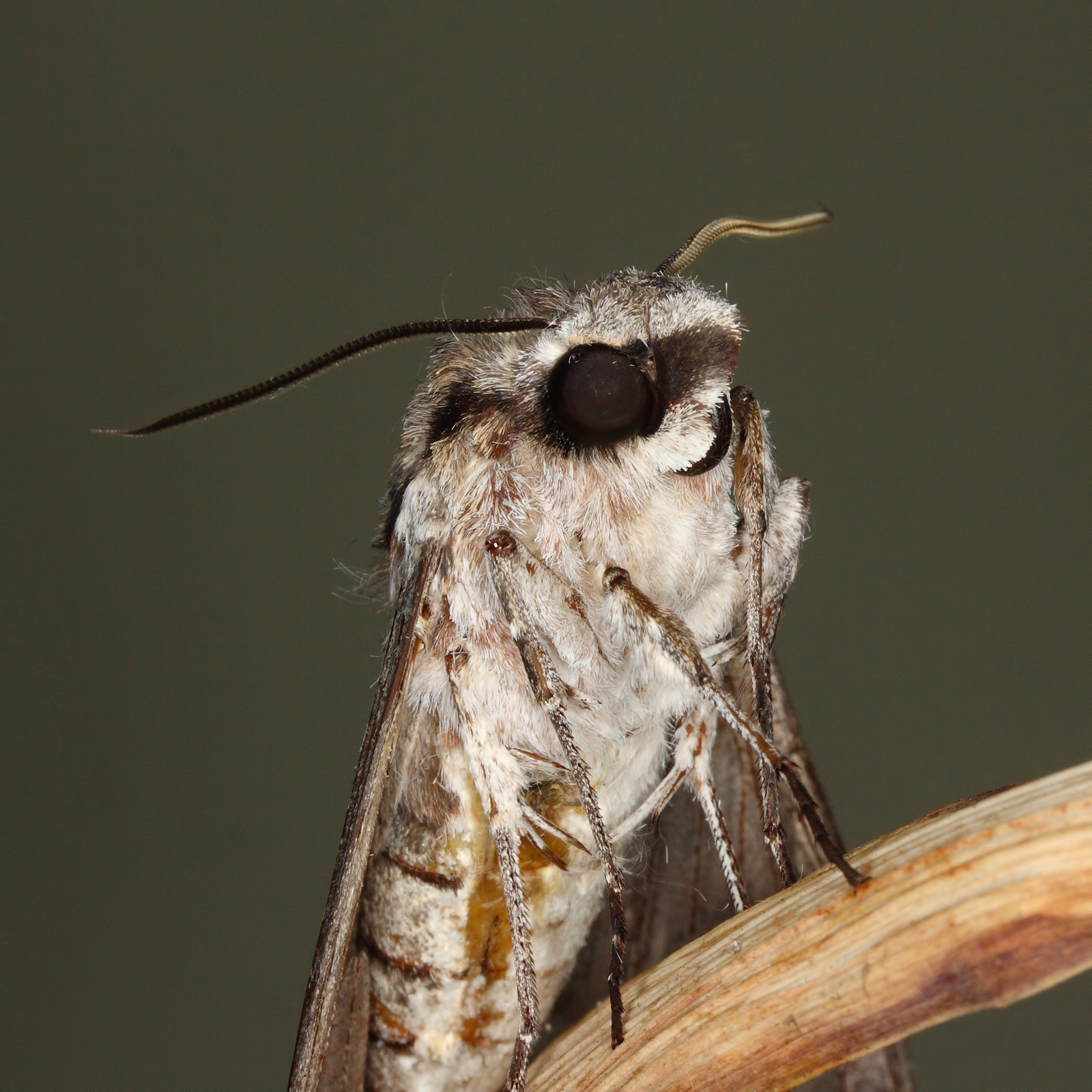